# 森田優基
森田 優基 (アニマルハウスユーキ)（もりた ゆうき、1988年6月24日）は、日本のYouTuber、タレント、会社員。アデッソ所属。北海道出身。

## 来歴・人物
- 2011年2月 -「L.A.F.U.」として活動開始。
- 2012年3月23日 - コーエーテクモゲームス専属ユニット「アンフィニ」として活動開始[1]。
- 2012年6月 - POPロックバンド「SPIN CROSS」のボーカル＆キーボード奏者として活動開始[2]。
- 2014年6月22日 -「L.A.F.U.」を卒業[3]。
- コツメカワウソ、ミーアキャット、ベンガルワシミミズク、カメレオン、猫、柴犬3匹、セキセイインコ、デグー、フクロモモンガ、ヒメハリテンレック、アカハナグマ、リクガメ、コモンマーモセット等、たくさんの動物と暮らしている。
- 好きな食べ物は貝の刺身、海苔、肉刺[要検証 – ノート]、グミ、サラダ。
- 好きなスポーツはテニス。
- 資格：珠算2級／暗算3級／英検4級／いけばな自由花（池坊）
- YouTubeチャンネル「アニマルハウスユーキ」を2019年5月～(令和と同時に)本格始動。動物との動画を毎週金曜日20時～アップしている。

## 出演

### テレビ番組
- テレビ東京 スター姫さがし太郎（2011年5月28日・6月11日・7月2日・9日・9月3日）
- テレビ東京 キミスタ（2018年5月9日 - 6月27日、9月26日）
- 東京MX ええじゃないか（2018年9月13日 ）
- dTVドラマ『恋するための8つの方法』 小島建 役（2019年7月5日 - ）
- フジテレビ系列 Tune（2020年10月13日 ）
- BS-TBS スイモクチャンネル（2020年6月 - ）
- フジテレビ系列 坂上どうぶつ王国（2020年7月10日）
- フジテレビ系列 坂上どうぶつ王国（2020年8月25日）
- TBS 有吉ジャポン（2021年1月29日）
- テレビ東京系列 日曜ビッグバラエティ「なぜココに大金つぎこんだ？ 日本全国！素敵なムダ遣いハウス」 (2021年2月7日)
- テレビ東京系列 どうぶつピース(2021年4月8日)
- フジテレビ系列 坂上どうぶつ王国（2021年5月21日）
- TBS系列 快答！50面SHOW（2021年9月14日）
- テレビ朝日系列 爆笑問題&霜降り明星の勝手にシンパイショー（2022年5月21日)
- テレビ朝日系列 世界アニマル&キッズ動画SP（2022年11月23日）
- テレビ朝日系列 世界アニマル&キッズ動画SP（2023年2月7日）
- テレビ朝日系列 世界アニマル&キッズ動画SP（2023年3月14日）
- テレビ朝日系列 世界アニマル&キッズ動画SP（2023年4月11日）
- テレビ朝日系列 世界アニマル&キッズ動画SP（2023年7月12日）
- フジテレビ系列 国民うもレア栄誉賞（2023年12月2日）

### CM
- Adobe Premiere Pro（2021年5月〜）

### ラジオ
- 森田優基のアニマルハウス 〜もしも動物の声が聴けたなら〜（2019年、TOKYO FM）[4]
- 卒業アルバムに1人はいそうな人を探すラジオ（2020年12月 文化放送）
- 爆笑問題の日曜サンデー（2021年6月 TBSラジオ）

### 映画
- ふみだい食堂（2012年）
- 劇場版 零〜ゼロ（2014年）

### 舞台
- 「遙かなる時空の中で5」（2014年9月24日 - 10月1日） - ましら（セキ・リョク・コウ）役
- 「遙かなる時空の中で5」12月公演 （2014年12月3日 - 12月7日） - ましら（セキ・リョク・コウ）役
- 「戦国無双」関ヶ原の章 （2015年5月2日 - 7日） - アンサンブル
- 「遙かなる時空の中で6」アフタートークショー（2015年11月27日 - 12月6日） - 結城記者

### 声優
- 「下天の華」シリーズ - 葉月 役
  - PSP「下天の華」（2013年3月28日）
  - iOS「下天の華 刻の詩」（2014年1月30日）
  - Android「下天の華 刻の詩」（2014年2月20日）
  - PSP「下天の華 夢灯り」（2014年2月27日）
- 「金色のコルダ」シリーズ - 大槻優真 役
  - PSP「金色のコルダ3 AnotherSky feat.神南」（2014年1月23日）
  - PSP「金色のコルダ3 AnotherSky feat.至誠館」（2014年3月27日）
  - PSP「金色のコルダ3 AnotherSky feat.天音学園」（2014年9月25日）
  - PS VITA「金色のコルダ4」（2016年3月10日）
- 「遙かなる時空の中で」シリーズ - 新聞記者・結城 役
  - PS VITA/PSP「遙かなる時空の中で6」（2015年3月12日）
  - PS VITA「遙かなる時空の中で6 幻燈ロンド」（2016年12月22日）

### CD
- 下天の華キャラクターソング集
- バラエティCD金色のコルダAnothersky feat.神南
- バラエティCD金色のコルダAnothersky feat.至誠館
- バラエティCD金色のコルダAnothersky feat.天音学園
- ヴォーカル集 遙かなる時空の中で6浪漫ナル歌
- バラエティ CD アンジェリーク ル トゥール〜世界を抱きしめて〜
- 1stアルバム『Just be myself』
- アンフィニ『雨夜の月』／ユーキソロナンバー『In your eyes』を収録

### イベント・LIVE
- 2012年 
  - bayfm78 ららぽーと船橋 LaLaportお笑いJAM〜GO NEXT!西館〜（1月29日）
  - ラフコレクション Vol.13 （2月11日）
  - ラフコレクション Vol.14 （2月25日）
  - ラフコレクション Vol.15 （3月10日）
  - ネオロマンス・フェスタ 遙か祭2012 （3月11日）- コーナー出演
  - ラフコレクション Vol.16 （3月24日）
  - L.A.F.U.T.A.L.K.Vol.5 （5月27日）
  - 「ネオロマンス・フェスタ13 inviting 戦国無双」（7月28日・29日）- コーナー出演[5]
  - 「戦国無双 声優奥義 2012 秋」（9月1日）
  - 「ネオロマンス・フェスタ 〜遙かなる時空の中で＆金色のコルダ〜」（9月15日・16日）
  - 「ネオロマンス・ハロウィンパーティー」（10月21日）
  - 「ネオロマンス スターライトクリスマス 2012」（12月15日・16日）
- 2013年 
  - 「ネオロマンス・アラモード5 with 下天の華」（3月9日・10日）
  - 「戦国無双 声優奥義 外伝 〜出陣！ 義の誓い〜」（3月30日）- ダンス出演
  - 「下天の華」発売記念イベント（アニメイト横浜店）（5月19日）
  - 「下天の華 〜蛍見の宴〜」（6月30日）
  - 「ネオロマンス・フェスタ 金色のコルダ 〜Featuring 4 Schools〜」（7月27日・28日）
  - 「ネオロマンス・フェスタ 金色のコルダ 10th Birthday」（9月7日・8日）
  - 「ネオロマンス 20th アニバーサリー・イヴ」（12月14日・15日）
- 2014年 
  - 「戦国無双 声優奥義 2014春 〜祝宴 十年の祭〜」（3月8日・9日）
  - 「下天の華 桜見（はなみ）の宴」（3月23日）- ゲスト出演
  - 「ネオロマンス・フェスタ 金色のコルダ Featuring 至誠館高校」（5月31日）
  - 「ネオロマンス・フェスタ 金色のコルダ 星奏学院祭4」（8月23日・24日）
  - 「ネオロマンス 20th アニバーサリー」（9月13日・14日）[6]
  - 「ネオロマンス・フェスタ 金色のコルダ Feat 天音学園/星奏学院」（12月13日・14日）
- 2015年 
  - 「ネオロマンス・フェスタ 遙か祭2015 〜十五年の宴〜」（2月14日・15日）
  - 「戦国無双 声優奥義 外伝 2015春」（3月29日）
  - 「ネオロマンス 20th アニバーサリーコンサート」（5月23日）
  - 「ネオロマンス・フェスタ 金色のコルダ Featuring 神南高校 Op.2」（7月25日）
  - 「ネオロマンス・フェスタ アンジェリーク メモワール2015」（7月26日）
  - 「ネオロマンスライヴ 遙か祭2015」（9月12日・13日）
  - 「ネオロマンス・ハロウィンパーティー 2015」（10月18日）
  - 「幕張アイドルカーニバル絆〜KIZUNA〜vol.14 Boy's編」（11月23日）
  - 「ミャンマー祭り2015」（11月28日）
  - 「ネオロマンス 20th アニバーサリー・フィナーレ」（12月5日・6日）
- 2016年 
  - 「ネオロマンス・フェスタ アンジェリーク ルトゥール」（2月7日）
  - 「ネオロマンス・フェスタ 遙か祭2016」（3月26日・27日）
  - 「遙かなる時空の中で・ファン感謝祭」（4月3日）
  - 「魔法少女りゅうちゃん」（4月10日）
  - 「Just be myself」豪華版限定メモリアルライヴ （5月5日）
  - 「金色のコルダ ステラ・コンサート 2016」（5月22日）
  - 『EDGE TIME』（6月11日）
  - 「戦国無双 声優奥義 2016 〜真田・夏の陣〜」（7月30日）
  - 「ネオロマンス BRAND NEW SUMMER」（7月31日）
  - 「遙かなる時空の中で2 うしろ向きじれっ隊 ライヴ」（8月20日）
  - 「ネオロマンス・フェスタ 下天の華 〜星見の宴〜」（8月21日）
  - 「ネオロマンス・フェスタ 金色のコルダ 星奏学院祭5」（9月10日・11日）
  - 「下天の華 with 夢灯り 愛蔵版」発売記念ディナーパーティー」- 特別ゲスト
- 2017年 
  - 「アンジェリーク ルトゥール 1周年記念パーティー」（1月7日）- 司会
  - 「ネオロマンス・フェスタ 金色のコルダ Featuring 至誠館高校 Op.2」（2月11日・12日）
  - 「ネオロマンス・フェスタ 金色のコルダ Featuring 至誠館高校 Op.2」（2月25日）
  - 「遙かなる時空の中で3 Ultimate 感謝祭」（3月5日）
  - 「ネオロマンス・キャラソン 200曲祭」（7月15日・16日）[7]
- 2018年 
  - 「ネオロマンス・ダンディズム 〜情熱の歌と告白をあなたに〜」（7月28日）
  - 「金色のコルダ ステラ・コンサート 〜15th Anniversary〜」（9月1日）
  - 「ネオロマンス・フェスタ 金色のコルダ 〜15th Anniversary〜」（9月15日・16日）
  - 「ネオロマンス・シーズンパーティー〜Halloween〜」（10月27日）- サプライズ出演
  - 「音楽朗読劇 アンジェリーク」（11月18日）
  - 「ネオロマンス・ライヴ 遙かキャラソン祭」（12月16日）
- 2019年 
  - 「ア・ブ・ナ・イ・ネオロマンス」（1月20日）[8]
  - 「遙かなる時空の中で6 ファン感謝祭 〜蠱惑の森〜」（2月10日）
  - 「ネオロマンス・ライヴ コルダ☆SONGS」 （2月23日・24日）
  - 「ネオロマンス・フェスタ 下天の華 五年の宴」（4月28日、かつしかシンフォニーヒルズ モーツァルトホール）
  - 横浜開港記念みなと祭「ヨコハマカワイイパーク2019」（5月、山下公園）
  - 「ネオロマンス ダンディズム2」（5月19日、神奈川県民ホール）
  - 「fukuoka teens fes」（8月8日、Zepp Fukuoka）
  - 「アンフィニLive & Talk Show 〜やっと会えるね」（8月15日、LiveCafe弁天）
  - 「ネオロマンス25th Anniversary」（9月14日）
  - 「アンジェリーク メモワール2019」（9月15日）